# Давид I ап Оуайн
Давид (валл. Dafydd) (умер в 1203 году) — сын Оуайна и Кристины верх Грону. Давид получил некоторую известность ещё при жизни отца. В 1157 г. он участвовал в перестрелке с англичанами при Бейсингверке, когда был тяжело ранен король Генрих II. В 1165 г. Давид напал на Тегеингл, взяв там богатую добычу. После смерти отца вспыхнула борьба за наследство. Давид и Родри, сыновья от второго брака, объединились против сыновей от первого брака, отцова любимчика Хивела и других бастардов. Любопытно, что, поскольку брак Оуайна и Кристины не был признан церковью из-за близкого родства супругов, Давид и Родри тоже формально считались незаконнорождёнными. К 1175 г. Давид вместе с Родри убили или пленили Хивела, Кинана, Майлгуна и других братьев, захватив власть в свои руки. Однако вместе они правили недолго и вскоре поссорились. В 1174 г. Давид взял единокровного брата в плен. Однако в 1175 г. Родри бежал и смог найти союзников, которые помогли ему одолеть Давида и захватить часть Гвинеда к западу от реки Конви. Вскоре братья примирились и узаконили такое разделение Гвинеда. В 1177 г. Давид получил от Генриха II два имения в Англии, Элсмир и Хэйлс, а также женился на его сестре Эмме. В 1194 г. Лливелин, племянник Давида, победил дядю в сражении при Аберконви и стал править его землями. В 1197 г. Давид попал в плен, но год спустя благодаря усилиям Хьюберта Уолтера, архиепископа Кентерберийского, получил свободу. Давид уехал в Англию, где умер несколько лет спустя.